# Islas Boynes

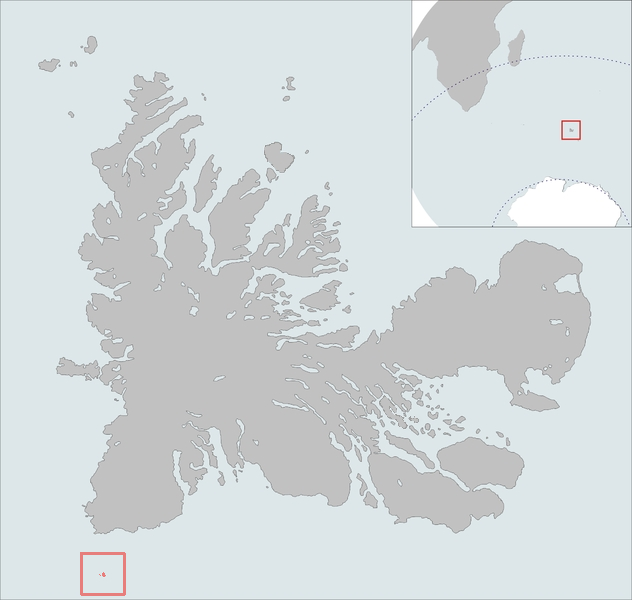
Ubicación de las islas Boynes relativa al archipiélago Kerguelen.

Las Islas Boynes son 2 pequeñas islas del archipiélago de las Kerguelen.
Fueron descubiertas en 1772 durante la primera expedición de Yves Joseph de Kerguelen de Trémarec y deben su nombre a Pierre Étienne Bourgeois de Boynes (marqués de Boynes y ministro francés de la Marina por aquel entonces).
Se encuentran situadas una treintena de kilómetros al sur de la Península de Rallier du Baty al sur de la Grand Terre (la principal de las islas del archipiélago), justo debajo del paralelo sur 50 (50°01′S 68°52′E / -50.017, 68.867). Si exceptuamos la Tierra Adelia, cuya soberanía francesa fue suspendida por el Tratado Antártico las Islas Boynes constituyen el punto más meridional de Francia.